# Warrior (2011)
Warrior is een Amerikaanse film uit 2011 van Gavin O'Connor.

## Verhaal
Een ex-marinier, Tommy, wordt achternagezeten door zijn verleden en vraagt daarom aan zijn vader, een afkickende drankverslaafde en tevens zijn voormalige coach, om hem klaar te stomen voor een mixed martial arts-toernooi met de grootste prijzenpot in de sportgeschiedenis. Tegelijkertijd probeert zijn broer Brendan, een voormalig kampioen in een gelijkaardige vechtklasse, zich ook klaar te stomen voor het toernooi. Het verleden zorgt echter voor enkele wrijvingen tussen Brendan en Tommy. Wanneer Brendan zich als underdog opwerkt in het toernooi, worden ze beiden geconfronteerd met de reden van hun persoonlijke problemen, en dit in het belangrijkste toernooi van hun leven.

## Rolverdeling
- Joel Edgerton - Brendan Conlon
- Tom Hardy - Tom Conlon
- Jennifer Morrison - Tess Conlon
- Frank Grillo - Frank Campana
- Nick Nolte - Paddy Conlon

## Trivia
- In 2015 kreeg de film een Indiase remake getiteld Brothers. De film werd geregisseerd door Karan Malhotra.